# Seznam finských panovníků

Znak finského velkoknížectví

Seznam finských panovníků zahrnuje postupně vládnoucí švédské krále, kteří ovládali Finsko, kteří také později nosili nominální titul vévody finského, od roku 1581 velkovévody (Suomen suuriruhtinas). Přijetí tohoto titulu se na postavení Finska nic nezměnilo a stále zůstávalo integrální součástí království. Dále seznam zahrnuje ruské cary po roce 1809, kteří vládli Finsku jako velkoknížata formou personální unie Ruska a Finska jako skuteční panovníci. Seznam zahrnuje i fakticky nevládnoucího, ale zvoleného „krále“ Fridricha Karla z roku 1918. Historicky dokazatelná vláda švédských králů ve Finsku se datuje okolo roku 1249.

## Folkungové
- 1250–1275 : Valdemar I. Švédský (Valdemar Birgerinpoika)
  - regent: Birger (jarl)
- 1275–1290 : Magnus III. Švédský (Maunu Ladonlukko)
- 1290–1318 : Birger Magnusson (Birger Maununpoika)
- 1319–1364 : Magnus IV. Švédský (Maunu IV)
  - spoluvládci: Erik XII. a poté Haakon VI. Magnusson
- 1363–1395 : Albrecht Meklenburský (Albrekt Mecklenburgilainen)
  - 1385–87 opozice: Olaf II. Dánský (Olavi Haakoninpoika)

## KrálovéKalmarské unie
- 1389–1412 : Markéta I. Dánská
- 1412–1439 : Erik XIII. Švédský
- 1435–1436 : regent Engelbrekt Engelbrektsson
- 1438–1440 : regent Karel Knutsson
- 1440–1448 : Kryštof III. Bavorský, pocházel z dynastie Witteslbachů
- 1448–1448 : regent Bengt Jönsson Oxenstiern a Nils Jönsson Oxenstiern
- 1448–1457 : Karel VIII. Knutsson
- 1457–1457 : regent Jöns Bengtsson Oxenstiern, arcibiskup z Upsaly, a Erik Axelsson Tott
- 1457–1464 : Kristián I. Dánský
- 1464–1465 : Karel VIII. Knutsson
- 1465–1465 : regent Kettil Karlsson Vasa, biskup z Linköpingu
- 1465–1466 : regent Jöns Bengtsson Oxenstiern
- 1466–1467 : regent Erik Axelsson Tott
- 1467–1470 : Karel VIII. Knutsson
- 1470–1497 : regent Sten Sture
- 1497–1501 : Jan I. Dánský
- 1501–1503 : regent Sten Sture
- 1504–1511 : regent Svante Nilsson
- 1512–1512 : regent Erik Arvidsson Trolle
- 1512–1520 : regent Sten Sture
- 1520–1521 : Kristián II. Dánský

## Vévodové

### Vasovci
| jméno                          | obrázek        | období vlády | život     | rodiče                                          | poznámky                           |
| ------------------------------ | -------------- | ------------ | --------- | ----------------------------------------------- | ---------------------------------- |
| Gustav I. Vasa Kustaa I. Vaasa | Gustav I. Vasa | 1523–1560    | 1496–1560 | Erik Johansson Vasa Cecilia Månsdotter Eka      | svrhl krále Kristiána II.          |
| Erik XIV. Eerik XIV.           | Erik XIV.      | 1560–1568    | 1533–1577 | Gustav I. Vasa Kateřina Sasko-Lauenburská       |                                    |
| Jan III. Juhana III.           | Jan III.       | 1568–1592    | 1537–1592 | Gustav I. Vasa Markéta Eriksdotter Leijonhufvud | roku 1580 přijal titul velkovévody |

## Velkovévodové

### Vasovci
| jméno                              | obrázek          | období vlády | život     | rodiče                                           | poznámky                           |
| ---------------------------------- | ---------------- | ------------ | --------- | ------------------------------------------------ | ---------------------------------- |
| Jan III. Juhana III.               | Jan III.         | 1568–1592    | 1537–1592 | Gustav I. Vasa Markéta Eriksdotter Leijonhufvud  | roku 1580 přijal titul velkovévody |
| Zikmund Vasa Sigismund             | Zikmund Vasa     | 1592–1599    | 1566–1632 | Jan III. Švédský Kateřina Jagellonská            | sesazen                            |
| Karel IX. Kaarle IX.               | Karel IX.        | 1604–1611    | 1550–1611 | Gustav I. Vasa Markéta Eriksdotter Leijonhufvud  |                                    |
| Gustav II. Adolf Kustaa II. Aadolf | Gustav II. Adolf | 1611–1632    | 1594–1632 | Karel IX. Švédský Kristina Holštýnsko-Gottorpská |                                    |
| Kristýna I. Kristiina              | Kristina         | 1632–1654    | 1626–1689 | Gustav II. Adolf Marie Eleonora Braniborská      | abdikovala                         |

### Falcko-Zweibrückenští(Wittelsbachové)
| jméno                             | obrázek         | období vlády | život     | rodiče                                                 | poznámky                             |
| --------------------------------- | --------------- | ------------ | --------- | ------------------------------------------------------ | ------------------------------------ |
| Karel X. Gustav Kaarle X. Kustaa  | Karel X. Gustav | 1654–1660    | 1622–1660 | Kazimír Falcko-Zweibrückenský Kateřina Švédská         |                                      |
| Karel XI. Kaarle XI.              | Karel XI.       | 1660–1697    | 1655–1697 | Karel X. Gustav Hedvika Eleonora Holštýnsko-Gottorpská |                                      |
| Karel XII. Kaarle XII.            | Karel XII.      | 1697–1718    | 1682–1718 | Karel XI. Ulrika Eleonora Dánská                       |                                      |
| Ulrika Eleonora Ulriika Eleonoora | Frederik I.     | 1718–1720    | 1688–1741 | Karel XI. Ulrika Eleonora Dánská                       | abdikovala ve prospěch svého manžela |

### Hesensko-Kasselští(Hesenští)
| jméno                  | obrázek     | období vlády | život     | rodiče                                            | poznámky |
| ---------------------- | ----------- | ------------ | --------- | ------------------------------------------------- | -------- |
| Frederik I. Fredrik I. | Frederik I. | 1720–1751    | 1676–1751 | Karel I. Hesensko-Kasselský Marie Amálie Kuronská |          |

### Holstein-Gottorp(Oldenburkové)
| jméno                             | obrázek          | období vlády | život     | rodiče                                             | poznámky                                          |
| --------------------------------- | ---------------- | ------------ | --------- | -------------------------------------------------- | ------------------------------------------------- |
| Adolf I. Fridrich Aadolf Fredrik  | Adolf I.         | 1751–1771    | 1710–1771 | Petr I. Oldenburský Bedřiška Alžběta Württemberská |                                                   |
| Gustav III. Kustaa III            | Gustav III.      | 1771–1792    | 1746–1792 | Adolf I. Fridrich Luisa Ulrika Pruská              |                                                   |
| Gustav IV. Adolf Kustaa IV Aadolf | Gustav IV. Adolf | 1792–1809    | 1778–1837 | Gustav III. Švédský Žofie Magdalena Dánská         | abdikoval na švédský trůn a Finsko připadlo Rusku |

## Velkoknížata

### Romanov-Holstein-Gottorp(Oldenburkové)
Personální unie (v praxi však reálná) s ruským císařstvím v letech 1809 až 1917.
| jméno                          | obrázek       | období vlády | život     | rodiče                                         | poznámky                                          |
| ------------------------------ | ------------- | ------------ | --------- | ---------------------------------------------- | ------------------------------------------------- |
| Alexandr I. Aleksanteri I.     | Alexandr I.   | 1809–1825    | 1777–1825 | Pavel I. Ruský Sofie Dorota Württemberská      | Dobyl Finsko na Švédsku, od 1815 také polský král |
| Mikuláš I. Nikolai I.          | Mikuláš I.    | 1825–1855    | 1796–1855 | Pavel I. Ruský Sofie Dorota Württemberská      |                                                   |
| Alexandr II. Aleksanteri II.   | Alexandr II.  | 1855–1881    | 1818–1881 | Mikuláš I. Pavlovič Šarlota Pruská (1798–1860) |                                                   |
| Alexandr III. Aleksanteri III. | Alexandr III. | 1881–1894    | 1845–1894 | Alexandr II. Nikolajevič Marie Alexandrovna    |                                                   |
| Mikuláš II. Nikolai II.        | Mikuláš I.    | 1894–1917    | 1868–1918 | Alexandr III. Alexandrovič Marie Fjodorovna    | abdikoval                                         |

## „Král“

### Hesensko-Kasselští(Hesenští)
Personální unie s Ruskem byla po svržení cara v roce 1917 zrušená a Finsko vyhlásilo nezávislost.
| jméno                                   | obrázek         | období vlády                  | život     | rodiče                              | poznámky      |
| --------------------------------------- | --------------- | ----------------------------- | --------- | ----------------------------------- | ------------- |
| Fridrich Karel Väinö I. Frederik Kaarle | Frederik Kaarle | 9. říjen až 14. prosinec 1918 | 1868–1940 | Fridrich Vilém Hesenský Anna Pruská | nikdy nevládl |